# Circuito Brasileiro de Voleibol de Praia Feminino de 2024
O Circuito Brasileiro de Voleibol de Praia Feminino de 2024, também chamado de Circuito Brasileiro de Vôlei de Praia,  foi a trigésima terceira edição da principal competição nacional de vôlei de praia na variante feminina, teve início em 21 de fevereiro de 2024..
Para efeito de formação de ranking de entrada, foram levados em consideração os três melhores resultados das quatro últimas etapas (Top 16 ou Aberto), valorizando a performance recente dos atletas. Todas as etapas somam pontos para o mesmo ranking, e o campeão da temporada 2024 foi definido pela soma dos nove melhores resultados dos participantes. Integrando todas as competições do Circuito, os pontos obtidos pelas duplas nos torneios de base também puderam ser usados para o ranking do Top 16 e do Aberto.

## Resultados

### Feminino TOP 16
| Eventos                                           |                                                          |                                      |                                                   | 4º lugar                              |
| ------------------------------------------------- | -------------------------------------------------------- | ------------------------------------ | ------------------------------------------------- | ------------------------------------- |
| 1ª Etapa Top 16 Campo Grande, MS 23/02 a 25/02    | Ana Patrícia Ramos Duda Lisboa 21-18, 21–15              | Hegeile Almeida Vitória Rodrigues    | Carol Solberg Bárbara Seixas 22-24, 21-16, 21-19  | Andressa Cavalcanti Thainara Oliveira |
| 2ª Etapa Top 16 Recife, PE 15/03 a 17/03          | Thâmela Coradello Elize Maia 21-19, 21–16                | Taiana Lima Talita Antunes           | Carolina Horta Ana Luiza Mohr 21-0, 21-0          | Tainá Bigi Victória Tosta             |
| 3ª Etapa Top 16 Saquarema, RJ 05/04 a 07/04       | Ana Patrícia Ramos Duda Lisboa 21-17, 21–18              | Thâmela Coradello Elize Maia         | Carol Solberg Bárbara Seixas 21-14, 21-14         | Verena Oliveira Kyce Martins          |
| 4ª Etapa Top 16 Brasília, DF 26/04 a 28/04        | Ana Patrícia Ramos Duda Lisboa 21-15, 21–18              | Verena Oliveira Kyce Martins         | Ágatha Bednarczuk Rebecca Cavalcante 21-12, 21-10 | Victoria Strehl Aninha Santos         |
| 5ª Etapa Top 16 Cuiabá, MT 21/06 a 23/06          | Taiana Lima Talita Antunes 21-15, 17-21, 15-13           | Thâmela Coradello Elize Maia         | Tainá Bigi Victória Tosta 21-16, 21-15            | Verena Oliveira Kyce Martins          |
| 6ª Etapa Top 16 São Luís, MA 13/09 a 15/09        | Ágatha Bednarczuk Rebecca Cavalcante 21-15, 21-3         | Taiana Lima Talita Antunes           | Thâmela Coradello Victória Tosta 21-0, 21-0       | Verena Oliveira Kyce Martins          |
| 7ª Etapa Top 16 Teresina, PI 27/09 a 29/09        | Thâmela Coradello Victória Tosta 21-19, 21-15            | Hegeile Almeida Vitória Rodrigues    | Verena Oliveira Kyce Martins 21-19, 21-19         | Elize Maia Thainara Oliveira          |
| 8ª Etapa Top 16 João Pessoa, PB 11/10 a 13/10     | Ana Patrícia Ramos Duda Lisboa 21-19, 21-18              | Thâmela Coradello Victória Tosta     | Hegeile Almeida Vitória Rodrigues 21-9, 21-18     | Taiana Lima Talita Antunes            |
| 9ª Etapa Top 16 Natal, RN 01/11 a 03/11           | Hegeile Almeida Vitória Rodrigues 21-0, 21-0             | Ágatha Bednarczuk Rebecca Cavalcante | Taiana Lima Talita Antunes 21-0, 21-0             | Thâmela Coradello Victória Tosta      |
| 10ª Etapa Top 16 Rio de Janeiro, RJ 21/11 a 23/11 | Ágatha Bednarczuk Rebecca Cavalcante 26-24, 19-21, 16-14 | Thâmela Coradello Victória Tosta     | Taiana Lima Talita Antunes 21-17, 21-17           | Giulia Gávio Natasha Valente          |

## Classificação final

### Premiações individuais
Os destaques da temporada foramː
| MVP                     |
| Melhor Ataque           |
| Craque da Galera        |
| Melhor Bloqueio         |
| Melhor Saque            |
| Melhor Recepção/Passe   |
| Melhor Defesa           |
| Melhor Levantadora      |
| Atleta que mais evoluiu |
| Revelação               |
| Melhor Técnico          |